# سلیمه (شهر)
سلیما 
(به مالتی: Sliema) شهری در ناحیهٔ هاربور شمالی واقع در کشور مالت است که در سال ۱۹۹۵ میلادی ۱۲٫۹۰۶ نفر جمعیت داشته اما جمعیت آن در سال ۲۰۰۵ میلادی ۱۲٫۹۹۳ نفر بوده‌است.